# The New Scooby-Doo Movies
The New Scooby-Doo Movies är en amerikansk tecknad TV-serie producerad av Hanna-Barbera och ursprungligen sänd i CBS mellan 1972 och 1973. Serien är en spinoff på serien Scooby-Doo, var är du! som visades på ABC 1969-1970.
I varje avsnitt medverkar en kändis som gästroll som hjälper seriens huvudpersoner att lösa mysterier.

## Avsnitt
| Serie | Serie | Avsnitt | Avsnitt | Originalvisning       | Originalvisning      |
| Serie | Serie | Avsnitt | Avsnitt | Första sändningsdatum | Sista sändningsdatum |
| ----- | ----- | ------- | ------- | --------------------- | -------------------- |
|       | 1     | 16      | 16      | 9 september 1972      | 23 december 1972     |
|       | 2     | 8       | 8       | 8 september 1973      | 27 oktober 1973      |

## Röster
| Figur                  | Engelsk röst  | Svensk röst      |
| ---------------------- | ------------- | ---------------- |
| Scooby-Doo             | Don Messick   | Stefan Frelander |
| Norvile "Shaggy Rogers | Casey Kasem   | Bobo Eriksson    |
| Fred Jones             | Frank Welker  | Peter Sjöquist   |
| Daphne Blake           | Heather North | Sharon Dyall     |
| Velma Dinkley          | Nicole Jaffe  | Jennie Jahns     |
| Speaker                |               | Adam Fietz       |